# Carl Ueter
Carl Ueter (zuweilen auch Karl Ueter, * 18. Januar 1900 in Münster; † 30. September 1985 in Bad Krozingen) war ein deutscher Komponist von E-Musik. Von 1950 bis zu seiner Emeritierung im Jahr 1965 war er Professor an der Hochschule für Musik Freiburg.

## Leben und Werk
Carl Ueter studierte von 1915 bis 1918 katholische Kirchenmusik an der Bischöflichen Kirchenmusikschule in seiner Heimatstadt. Während dieser Zeit wirkte Carl Ueter auch schon als Organist zuerst an der Kirche St. Lamberti und dann an der Kirche St. Petri. Nach dem Abschluss seines Studiums im Jahr 1919 arbeitete Carl Ueter als Lehrer für Musiktheorie (Gregorianik), Tonsatz und Violine an der Bischöflichen Kirchenmusikschule weiter und wurde Organist der Heilig-Kreuz-Kirche in Münster. Zudem führte er sein Kompositionsstudium bei Fritz Volbach an der Universität Münster weiter.
Im Jahr 1921 wurde Carl Ueter in die Kompositionsklasse von Franz Schreker an der Akademische Hochschule für Musik in Berlin aufgenommen und studierte dort u. a. gemeinsam mit Alois Hába, Berthold Goldschmidt, Max Brand und Jerzy Fitelberg. Darüber hinaus war er in dieser Zeit Schüler bei Emil Nikolaus von Reznicek (Instrumentation), Max Seiffert und Curt Sachs. Über die Qualität der Schüler der Kompositionsklasse Schrekers berichtet 1928 Georg Schünemann:

„Es war erstaunlich, was die jungen Studenten, die aus Schrekers Schule kamen, alles konnten. Wir ließen kontrapunktische Aufgaben lösen, sahen strengen und freien Satz, hörten eine Fuge nach der andern, Vokal- und Instrumentalfugen, gaben Themen zum Modulieren und Improvisieren, prüften Musikalität und Gehör — in allem waren diese Schüler bewandert. So viel Prüfungen ich seitdem erlebt habe, nie wieder ist dies künstlerische Niveau erreicht worden. Mit einem Schlage kam in die Kompositionsklassen frischer Antrieb und neue Bewegung. Eine Fülle von musikalischen Begabungen scharte sich um Franz Schreker, ja bald war es die Sehnsucht vieler Musikstudierender, in seine Klasse aufgenommen zu werden. Aber die Prüfung, die Schreker vorgezeichnet hatte, blieb streng und schwer; die meisten wurden abgewiesen und nur wenige kamen in den Kreis seiner Schüler, der trotz verschiedener Kunst- und Lebensanschauungen fest zusammenhielt. Krenek und Haba schieden 1922 aus, an ihre Stelle rückten Paul Hoffer, Carl Ueter, Norbert Gingold, Berthold Goldschmidt, Leon Klepper, Margarethe von Zieritz, Ignatz Strasfogel u. a. vor. Jeder von ihnen ein ausgezeichneter Musiker, zum mindesten ein Könner, der das musikalische Handwerk von Grund auf beherrscht.“

Nach Beendigung seiner Studien ging Carl Ueter 1923 zuerst als Dozent an die Musikhochschule in Mannheim, wurde dann Korrepetitor am Stadttheater Münster. Als noch im selben Jahr der dortige Generalmusikdirektor Ewald Lindemann nach Freiburg im Breisgau berufen wurde, nahm er Carl Ueter mit. Im Mai 1932 trat er in die NSDAP ein (Mitgliedsnummer 1.139.788), im November wieder aus, um Mai 1937 endgültig wieder einzutreten. Bis zum Kriegsbeginn 1939 besetzte Carl Ueter die Position des 1. Kapellmeisters an den Städtischen Bühnen Freiburg.
Von 1940 bis 1944 leistete Carl Ueter Kriegsdienst und geriet dann in amerikanische Gefangenschaft. Bis 1945 war er im Gefangenenlager Bad Aibling interniert.
Als 1946 die Hochschule für Musik Freiburg neu gegründet wurde, erhielt Carl Ueter eine Dozentenstelle und wurde 1950 zum Professor ernannt. Bis zu seiner Emeritierung 1965 leitete Carl Ueter dort die Meisterklasse für Dirigieren sowie Kurse in Kontrapunkt und Partiturspiel. Zu seinen bedeutendsten Schülern gehören Hans Zender, Werner Jacob, Gerbert Mutter, Isaac Karabtchevsky, Günther Wich, Wolfgang Gayler und David Machado.
Zudem leitete er die Opernschule und das Hochschulorchester, und so dirigierte Carl Ueter unter anderem 1954 den ersten offiziellen Opernauftritt Fritz Wunderlichs als Tamino.
Neben seiner Tätigkeit als Professor komponierte Carl Ueter in allen Bereichen der ernsten Musik und schuf Lieder, Kammermusik und Klavierwerke, aber auch zwei Opern und Orchesterwerke, darunter zwei Sinfonien. Die meisten Kompositionen Ueters gelten als verschollen, da er bei Anfragen stets die Originalmanuskripte übersandte und nie zurückerhielt.

## Kompositionen (Auswahl)

### Opern
- Die Erzgräber (1937, Uraufführung am 21. Oktober 1937 in Freiburg i. Br.)
- Imperator Caesar (1941)

### Orchesterwerke
- Sinfonie d-moll
- Sinfonie fis-moll (Uraufführung am 9. Januar 1939 durch das Gewandhausorchester Leipzig unter Franz Konwitschny)
- Konzert für Violinen, Celli und Orchester

### Kammermusik
- Sonate für Klavier und Cello (1921)
- Trio für Violine, Viola und Cello op.10 (1925)
- Trio Nr.3 für 2 Violinen und Cello (1927)
- Sonate No.1 für Flöte und Klavier (1946)
- Sonate für Violine solo (1928)
- Streichtrio (1946)
- Toccata für Klavier (1932)
- 3 Stücke für Violine und Klavier (1947)
- 5 kleine Stücke für Klavier (1947)
- Suite für Flöte und Klavier (1947)
- Presto possibile, für Klavier
- 3 Stücke für Streichquartett (1952)
- Trio für Klarinette, Horn und Fagott Funksuite (1952)

### Lieder
- Kammer-Kantate Der kleine Tod für Bariton, Cello und Klavier op.36 No.1 (1934)
- Kammer-Kantate Liebe zu Gott für Alt, Violine und Klavier op. 36 No.2 (1934)
- Romanische Gesänge für tiefe Stimme und Klavier (1947)
- Vier Gesänge nach Gedichten von Hölderlin, für tiefe Stimme, Viola und Klavier (1946)

## Noten
- Streichtrio (1946) kostenlose Partitur